# Olle Lönnaeus

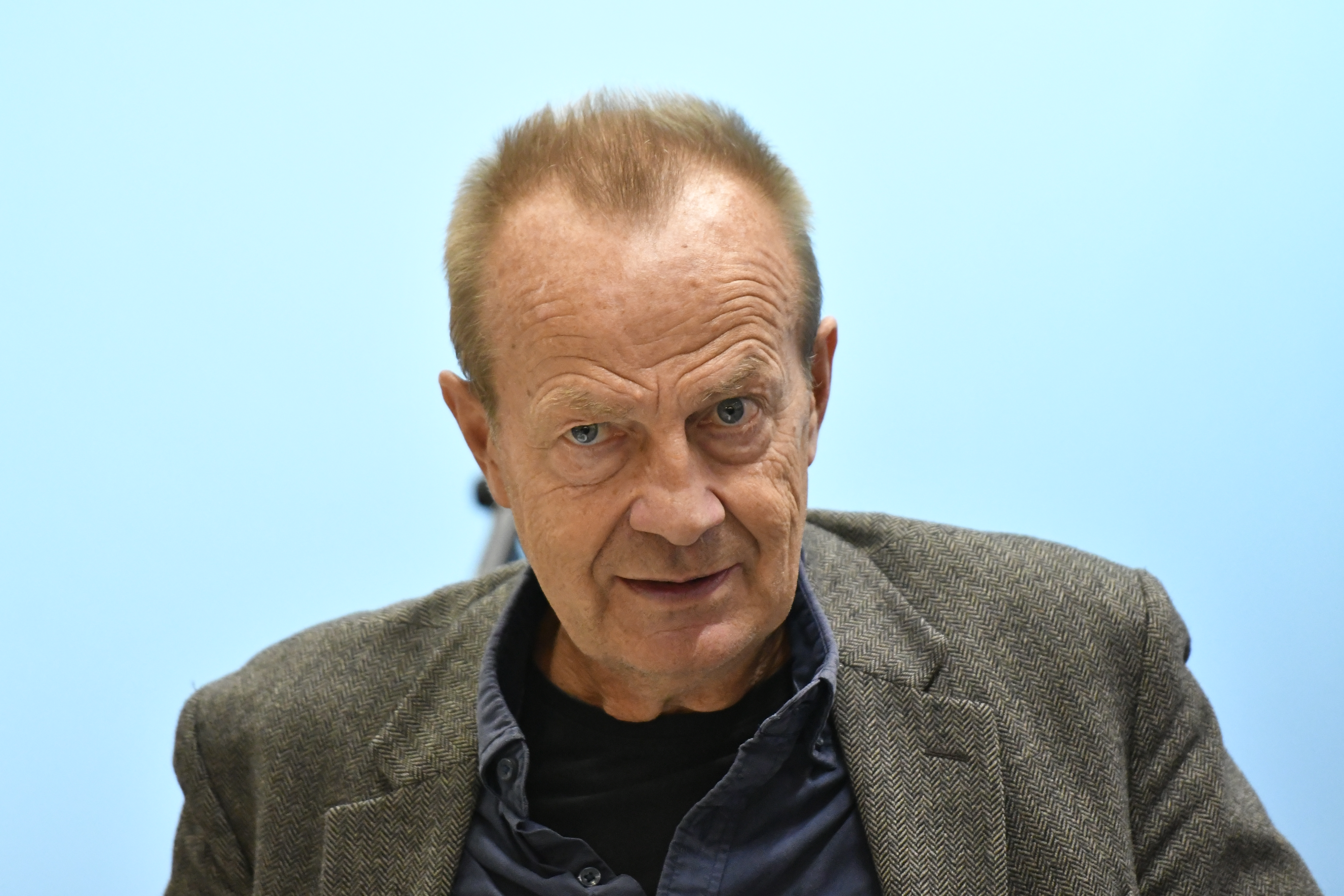
Olle Lönnaeus, 2024

Olle Lönnaeus (* 17. Januar 1957 in Värnamo) ist ein schwedischer Journalist und Schriftsteller.

## Leben
Lönnaeus wurde in Värnamo in der schwedischen Provinz Jönköpings län und der historischen Provinz Småland geboren. Er zog im Alter von drei Jahren mit seinen Eltern und seiner älteren Schwester nach Tomelilla in der Region Österlen, wo er aufwuchs. Nach einer Ausbildung zum Juristen wechselte er den Beruf und wurde Journalist. Er arbeitet seit mehr als zwanzig Jahren bei der Zeitung Sydsvenskan in Malmö und schreibt zu politischen und gesellschaftlichen Themen. Für seine investigativen Reportageserien gewann er dreimal den Journalistenpreis Guldspaden und wurde einmal für den Großen Journalistenpreis (Stora journalistpriset) nominiert. 
Er debütierte 2009 mit dem Kriminalroman Det som ska sonas, der gute Rezensionen erhielt und mit dem Schwedischen Krimipreis ausgezeichnet wurde. Ein Jahr später erschien der Roman Mike Larssons rymliga hjärta, der ebenso wie sein 2014 publizierter vierter Roman Jonny Liljas skuld für den Kriminalroman des Jahres der Svenska Deckarakademin nominiert wurde. Dazwischen war 2012 sein dritter Roman En enda sanning erschienen. Die drei ersten Romane spielen hauptsächlich am Ort seiner Kindheit, Tomelilla, wobei die handelnden Personen fiktiver Natur sind. Seine Bücher wurden bisher in neun Sprachen und zehn Ländern herausgegeben.
Lönnaeus wohnt in Lund, ist verheiratet sowie Vater einer Tochter und eines Sohnes.

## Werke
- 2011: Der Tod geht um in Tomelilla (Originaltitel: Mike Larssons rymliga hjärta, 2010) Leseprobe in der Google-Buchsuche, ISBN  978-3-86252-016-9
- 2012: Das fremde Kind (Originaltitel: Det som ska sonas, 2009) Leseprobe in der Google-Buchsuche, ISBN  978-3-49925-573-1
- 2014: Gottes Zorn (Originaltitel: En enda sanning, 2012) Leseprobe in der Google-Buchsuche, ISBN  978-3-49926-725-3
- 2016: Marias Tårar
- 2017: Sühne deine Schuld (Originaltitel: Jonny Liljas skuld, 2014), ISBN 978-1-54204-656-5